# Phare du cap des Vierges
Le phare du cap des Vierges (en espagnol : Faro Cabo Vírgenes) est un phare d’Argentine situé au cap des Vierges, embouchure orientale du détroit de Magellan, et au nord de la pointe Dungeness. 
Il est géré par le Servicio de Hidrografía Naval (SHN) de la marine. 

## Histoire
Construit en 1904, le phare est une tour pyramidale à structure métallique avec une double plate-forme peinte avec des bandes horizontales noires et blanches. Il émet, à une hauteur focale de 69,5 m, un éclat blanc de 0.7 seconde par période de 5 secondes. Sa portée est de 24 milles nautiques (environ 44 km).
La ville la plus proche est Río Gallegos située à 133 km au nord. Il est destiné à l'Atlantique, à la mer d'Argentine et au détroit de Magellan.
Identifiant : ARLHS : ARG-032 - Amirauté : G1260 - NGA : 110-20152 .

## Caractéristique dufeu maritime
Fréquence : 5 secondes (W)
- Lumière : 0.7 seconde
- Obscurité : 4.3 secondes

### Lien Interne
- Liste des phares d'Argentine